# Arnold von Randow

Siegel des Arnold von Randow an einer Urkunde vom 26. September 1367

Arnold von Randow (urkundlich erwähnt 1363 bis 1397) war ein Lehnsmann und Vogt der Magdeburgischen Erzbischöfe. Er ist mit hoher Wahrscheinlichkeit der erste direkte Vorfahre der Familie von Randow. Ein urkundlicher Anschluss war aber bisher nicht nachzuweisen. Arnold ist der erste Randow, von dem an Urkunden Siegel mit dem Randow’schen Wappen erhalten sind. Sein Geburtsdatum ist unbekannt; gestorben ist er zwischen 1397 und 1399. Er besitzt bereits 1397 verschiedene Lehen zu Redekin, Legen Bellin und Großwulkow, die nicht nur 100 Jahre später noch immer im Besitz der Randows sind, sondern – was Redekin und Bellin betrifft – auch noch bis ins späte 18. Jahrhundert.

## Leben
Arnold war ein reich begüterter Mann von offensichtlich großer Vertrauenswürdigkeit. Er tritt in zahlreichen Urkunden als Zeuge auf, erstmals am 30. Mai 1363 als Knappe und Vasall des Bischofs von Havelberg, Burkhard II. (1348 bis 1370). An dieser noch heute erhaltenen Urkunde hängt auch Arnolds Siegel mit dem Randow’schen Familienwappen. Am 20. Februar 1364 verbürgt er sich mit anderen für einen Waffenstillstand. Auch an dieser Urkunde hängt – stark beschädigt – ein Siegel mit der Umschrift „S’ ARNOLDI DE RANDOW“. Am 1. Oktober 1364 bezeugt Arnold für den Markgrafen von Brandenburg, Ludwig den Römer, in Tangermünde eine Urkunde, in der dieser dem Rat von Rathenow das Verfahren gegen den Pfaffen Heinrich von Schmidtsdorf überlässt.
Drei Jahre später – am 28. Februar 1367 – ist Arnold im Dienste des Erzbischofs Dietrich von Magdeburg Vogt auf dessen Burg Plaue, westlich von Brandenburg. Diese Vögte wurden anstelle der früheren Burggrafen für kleinere Bezirke im Umland der Burgen eingesetzt. Sie waren erzbischöfliche Vasallen und hatten ihren Sitz in einem festen Schloss. Ihre Amtsbefugnis umfasste obrigkeitliche Pflichten auf dem Gebiet des Rechtswesens, der Finanzverwaltung, der Kriegführung und der Polizei. Sie erhielten kein Gehalt, sondern hatten einen Anteil an den Verwaltungs- und Gerichtsabgaben.
Wieder drei Jahre später – am 19. Juli 1370 – ist „Arnd Randow“ unter den zahlreichen Zeugen eines Vertrages zwischen Graf Albrecht von Lindau (aus dem Hause Arnstein-Barby-Lindau-Ruppin) und Fürst Johann II. von Anhalt. Am 3. Februar 1382 verpfändet Arnds Sohn, Henning von Randow, mit Zustimmung seiner Erben und seiner Frau für ein dreijähriges Darlehen von 110 Mark brandenburgischen Silbers und Gewichtes das Dorf Zitz an den Bischof Dietrich III. von Brandenburg (1366 bis 1393). Als Bürge hierfür unterschreibt unter anderen Arnd von Randow.

## Lehnsbesitz
In der Liste der Besitzungen Arnolds im Lehnsregister der Erzbischöfe Albrecht III. und Peter für die Jahre 1371/82 ist Arnold mit den folgenden Lehen vermerkt, die er gemeinsam mit seinem Vatersbruder (patruus) Peter hält:
Das Dorf Legen Bellin mit allen Rechten und Nutzen, ausgenommen zwei Pacht-Häuser; in Redekin curiam suam et IX curias villanorum ibidem... zu denen 18 Hufen mit allen Rechten und Nutzen, ausgenommen die Lehen von 2 Hufen, die der Herr von Magdeburg hat, ferner I curiam graminis in Redekin, sowie 7 Solidos von zwei Hufen dortselbst; die Hälfte des verlassenen Dorfes Lankhusen mit allen Rechten; 2 Zählstücke in Vehlen; einen Wall vor Plaue, die Boterborch genannt; einen Wispel Hafer in Plaue über Beckersland.